# 島根県道192号東松江停車場線
島根県道192号東松江停車場線（しまねけんどう192ごう ひがしまつえていしゃじょうせん）は、島根県松江市を通る一般県道である。

## 概要
JR西日本山陰本線 東松江駅前から松江市八幡町に至る。

### 路線データ
- 起点：島根県松江市八幡町（JR西日本山陰本線 東松江駅前）
- 終点：島根県松江市八幡町（竹矢交差点、国道9号交点、島根県道247号八重垣神社竹矢線終点）

## 歴史
- 1974年（昭和49年） - 路線認定。

前身は島根県道192号馬潟停車場線。

## 地理

### 通過する自治体
- 島根県
  - 松江市

### 交差する道路
| 交差する道路                                         | 交差する場所 | 交差する場所      |
| ---------------------------------------------------- | ------------ | ----------------- |
| 国道9号 国道180号 重複 島根県道247号八重垣神社竹矢線 | 八幡町       | 竹矢交差点 / 終点 |

### 沿線
- JR西日本山陰本線 東松江駅